# Минас (департамент, Кордова)
Департамент Минас  (исп. Departamento de Minas) — департамент в Аргентине в составе провинции Кордова. Название департамента означает «шахты».
Административный центр — Сан-Карлос-Минас.

## История
Разработка минеральных ресурсов в этих местах вызвала рост населения, и в 1850 году из департамента Почо был выделен отдельный департамент Минас. Близость к провинции Ла-Риоха сделала его территорию одной из основных арен войн между унитаристами и федералистами, однако минеральные богатства всё равно привлекали сюда людей, и во второй половине XIX века он был самым населённым департаментом провинции Кордова. Истощение месторождений и изменение экономической политики страны привели к тому, что люди стали переключаться на другие виды деятельности и уезжать, и в настоящее время этот департамент стал наоборот — наименее населённым департаментом провинции.

## География
Департамент расположен на западе провинции Кордова.
Департамент граничит:
- на севере и востоке — с департаментом Крус-дель-Эхе
- на юге — с департаментом Почо
- на западе — с провинцией Ла-Риоха

## Административное деление[1]
| Муниципалитеты - Сан-Карлос-Минас | Коммуны - Сьенага-дель-Коро - Эль-Чачо - Эстансия-де-Гуадалупе - Гуасапампа - Ла-Плая - Талаини - Тосно |

## Важнейшие населенные пункты[2]
| № | Населённый пункт      | Населённый пункт (исп.) | Категория | Население чел. (2010) | На карте                        |
| - | --------------------- | ----------------------- | --------- | --------------------- | ------------------------------- |
| 1 | Сан-Карлос-Минас      | San Carlos Minas        | поселок   | 1311                  | 31°10′36″ ю. ш. 65°06′06″ з. д. |
| 2 | Сьенага-дель-Коро     | Ciénaga del Coro        | поселок   | 303                   | 31°02′30″ ю. ш. 65°16′56″ з. д. |
| 3 | Ла-Плая               | La Playa                | поселок   | 207                   | 31°00′36″ ю. ш. 65°21′41″ з. д. |
| 4 | Эль-Чачо              | El Chacho               | поселок   | 154                   | 30°47′59″ ю. ш. 65°39′21″ з. д. |
| 5 | Эстансия-де-Гуадалупе | Estancia de Guadalupe   | поселок   | 140                   | 31°07′44″ ю. ш. 65°13′07″ з. д. |
| 6 | Гуасапампа            | Guasapampa              | поселок   | 129                   | 31°05′55″ ю. ш. 65°19′46″ з. д. |
| 7 | Талаини               | Talaini                 | поселок   | 112                   | 31°14′58″ ю. ш. 65°10′11″ з. д. |
| 8 | Тосно                 | Tosno                   | поселок   | 94                    | 30°57′40″ ю. ш. 65°18′41″ з. д. |